# نفوذية

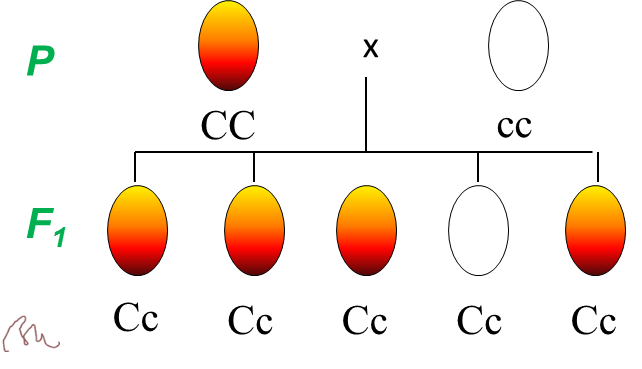

النفوذية أو قد يسمى الانتفاذ (بالإنجليزية: penetrance)‏ في علم الوراثة؛ هي قدرة الجِين النسبية على إحداث تأثير خاص في الكائن الحيّ الذي يشكل هو جزءا منه.

## روابط خارجية
- Tutorial about the different aspects of genetic penetrance.